# Shari Bossuyt
Shari Bossuyt, née le 5 septembre 2000 à Courtrai, est une coureuse cycliste belge. Elle est active sur piste et sur route.

## Biographie

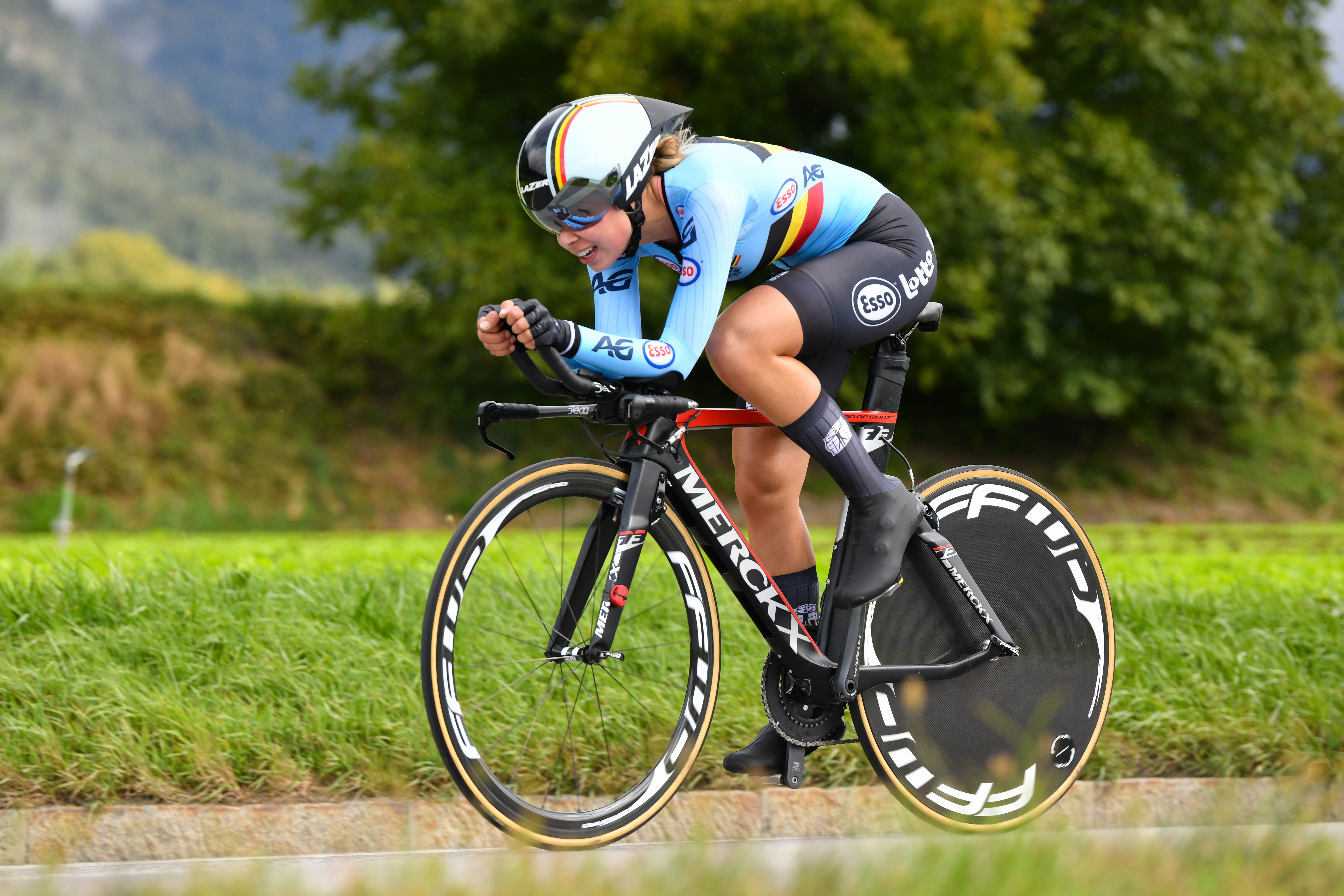
Shari Bossuyt lors du championnat du monde du contre-la-montre junior 2018.

En 2017, en junior première année, Shari Bossuyt remporte les championnats de Belgique du contre-la-montre et de l'omnium de sa catégorie et prend la huitième place du  championnat du monde du contre-la-montre juniors.
En mars 2018, elle dispute à 17 ans ses premiers championnats du monde sur piste élite. Elle y remplace Lotte Kopecky, blessée, dans la course à l'américaine. La paire qu'elle forme avec Jolien D'Hoore prend la douzième place. Plus tard dans l'année, elle décroche trois médailles d'argent aux championnats d'Europe juniors sur piste, en scratch, course par élimination et omnium, puis une médaille de bronze en course aux points aux championnats du monde sur piste juniors.
En 2019, elle rejoint la nouvelle équipe espoirs Rogelli-Gyproc-APB, dirigée par Heidi Van de Vijver. En début d'année, elle court sur piste avec l'équipe de Belgique de poursuite par équipe. Avec Annelies Dom, Lotte Kopecky et Jolien D'Hoore, elle établit un nouveau record de Belgique, parcourant les 4 000 mètres en 4 min 23 s 181 à l'occasion d'une manche de coupe du monde en Nouvelle-Zélande. Elle prend ensuite part aux mondiaux sur piste, à Pruszków. Elle y prend la huitième place de la poursuite par équipes.
Contrôlée positive au létrozole lors de la 3e étape du Tour de Normandie, qu'elle a remportée, elle est suspendue par son équipe le 4 juin 2023 en attendant les sanctions de l'Agence française de lutte contre le dopage. Elle est finalement suspendue deux ans.
Elle rejoint l'équipe AG Insurance-Soudal à l'issue de sa suspension, en juin 2025.

## Palmarès sur piste

### Championnats du monde
| Édition / Épreuve              | Poursuite par équipes | Course aux points | Américaine |
| Aigle 2018 (juniors)           |                       | Bronze            |            |
| Apeldoorn 2018                 |                       |                   | 12e        |
| Pruszków 2019                  | 8e                    |                   |            |
| Saint-Quentin-en-Yvelines 2022 |                       |                   | Or         |

### Coupe du monde
- 2019-2020
  - 2e de la poursuite par équipes à Hong Kong

### Coupe des nations
- 2023
  - 1re de l'américaine à Milton (avec Lotte Kopecky)

### Championnats d'Europe
| Édition / Épreuve                 | Course aux points | Scratch | Omnium | Élimination | Américaine                      |
| Aigle 2018 (juniors)              |                   | Argent  | Argent | Argent      |                                 |
| Gand 2019 (espoirs)               | Bronze            |         |        | Bronze      |                                 |
| Fiorenzuola d'Arda 2020 (espoirs) | Argent            |         |        |             |                                 |
| Apeldoorn 2021 (espoirs)          | Argent            |         |        |             |                                 |
| Granges 2021                      | Argent            |         |        |             |                                 |
| Anadia 2022 (espoirs)             |                   |         | Or     | Or          | Bronze (avec Katrijn De Clercq) |
| Granges 2023                      | Argent            | 9e      |        |             | 4e (avec Lotte Kopecky)         |

### Championnats de Belgique
- 2017
  -  Championne de Belgique de l'omnium juniors
- 2019
  -  Championne de Belgique de l'omnium
- 2022
  -  Championne de Belgique de l'élimination

## Palmarès sur route

### Par années
- 2017
  -  Championne de Belgique du contre-la-montre juniors
  - 3e du championnat de Belgique sur route juniors
  - 8e du championnat du monde du contre-la-montre juniors
- 2018
  -  Championne de Belgique du contre-la-montre juniors
  -  Championne de Belgique sur route juniors
  -  Championne de Belgique du contre-la-montre par équipes juniors
  - 2e étape du Circuit de Borsele juniors
- 2020
  - 5e du championnat d'Europe du contre-la-montre espoirs
  - 7e du championnat d'Europe sur route espoirs
- 2021
  - 2e étape du Watersley Ladies Challenge espoirs
  - 2e du Watersley Ladies Challenge espoirs
  - 3e du 2 Districtenpijl-Ekeren-Deurne
  - 7e du championnat d'Europe du contre-la-montre espoirs
  - 8e du championnat d'Europe sur route espoirs
- 2022
  - 2e du championnat de Belgique du contre-la-montre
  - 2e du Tour de Belgique
  - 4e du championnat d'Europe du contre-la-montre espoirs
  - 9e du championnat d'Europe sur route espoirs
  - 10e de la course en ligne de l'Open de Suède Vårgårda
- 2023
  - 3e étape du Tour de Normandie
  - 5e de la Classic Bruges-La Panne
  - 10e de Gand-Wevelgem

### Résultats sur les grands tours

#### Tour de France
1 participation :
- 2025 : 81e

### Classements mondiaux
| Année                                 | 2019 | 2020 | 2021 | 2022 | 2023 |
| ------------------------------------- | ---- | ---- | ---- | ---- | ---- |
| Classement UCI                        | 714e | 116e | 133e | 47e  | 97e  |
| UCI World Tour                        | nc   | nc   | 175e | 48e  | 67e  |
|                                       |      |      |      |      |      |
| Légende : nc = non classéSource : UCI |      |      |      |      |      |